# Allium brevidentatum
Allium brevidentatum là một loài thực vật có hoa trong họ Amaryllidaceae. Loài này được F.Z.Li mô tả khoa học đầu tiên năm 1986.